# 杜楷
杜楷（1453年—？），字公式，富峪衛（治今河北省平泉市北）籍，江西吉安府吉水縣人，明朝政治人物。

## 生平
成化十年（1474年）甲午科順天鄉試第二十五名舉人，弘治三年（1490年）中式庚戌科會試第二十一名，三甲第一百三十二名進士。

## 家族
曾祖杜玄德；祖父杜大鵬；父杜邦，訓導 贈主事。母韋氏（贈安人）。永感下。兄杜桓（禮部员外郎）。